# Альфред Тільманн
Альфред Тільманн (нім. Alfred Thielmann; 20 липня 1892, Кройцбург — 3 березня 1988, Неккаргемюнд) — німецький воєначальник, генерал-лейтенант вермахту. Кавалер Німецького хреста в золоті та сріблі.

## Біографія
В березні 1913 року вступив в Прусську армію. Учасник Першої світової війни. В 1919 році демобілізований і вступив у поліцію. 1 серпня 1935 року перейшов в рейхсвер. З жовтня 1936 року — командир щойно створеного 28-го інженерного батальйону 28-ї піхотної дивізії. З лютого 1940 року — начальник офіцерського курсу 2-го інженерного училища в Дессау-Росслау. З травня 1940 року — командир щойно створеного 678-го інженерного полку. З березня 1942 року — керівник інженерних частин 3-ї танкової армії. З 15 травня 1943 року — командир 122-ї, одночасно з 27 червня по 12 вересня 1943 року — 32-ї, з 16 серпня 1943 по 20 березня 1944 року — 254-ї піхотної, з 20 квітня 1944 року — 154-ї навчально-польової (з 1 жовтня — резервної) дивізії. З 19 грудня 1944 року — командир інженерних частин групи армій «G».

## Нагороди
- Залізний хрест 2-го і 1-го класу
- Почесний хрест ветерана війни з мечами
- Медаль «За вислугу років у Вермахті» 4-го, 3-го, 2-го і 1-го класу (25 років)
- Застібка до Залізного хреста 2-го і 1-го класу
- Хрест Воєнних заслуг 2-го і 1-го класу з мечами
- Німецький хрест
  - в сріблі (3 грудня 1942)
  - в золоті (8 листопада 1944)